# Roly Horrey
Rowland George "Roly" Horrey (sinh ngày 7 tháng 3 năm 1943) là một cựu cầu thủ bóng đá người Anh từng thi đấu ở vị trí tiền vệ chạy cánh tại Football League cho Blackburn Rovers, York City và Cambridge United và ở bóng đá non-League cho Bishop Auckland, Ferryhill Athletic và Chelmsford City.